# واسیل چیلینگاریان
واسیل هوهانسی چیلینگاریان (ارمنی: Վասիլ Հովհաննեսի Չիլինգարյան؛ زادهٔ ۹ نوامبر ۱۹۴۸) یک سیاستمدار اهل ارمنستان است که از تاریخ ۱۹۹۰ تا تاریخ ۱۹۹۹ سمت نمایندگی دوره‌های اول شورای عالی جمهوری ارمنستان و اول مجلس ملی جمهوری ارمنستان را برعهده داشت.

## زندگی‌نامه
در	۹ نوامبر ۱۹۴۸ در لچکادزور به دنیا آمد و از دانشگاه ملی علوم کشاورزی ارمنستان فارغ‌التحصیل شد. 

## یادداشت
1. ↑  candidate of agricultural sciences